# Ugglan, Södermannagatan

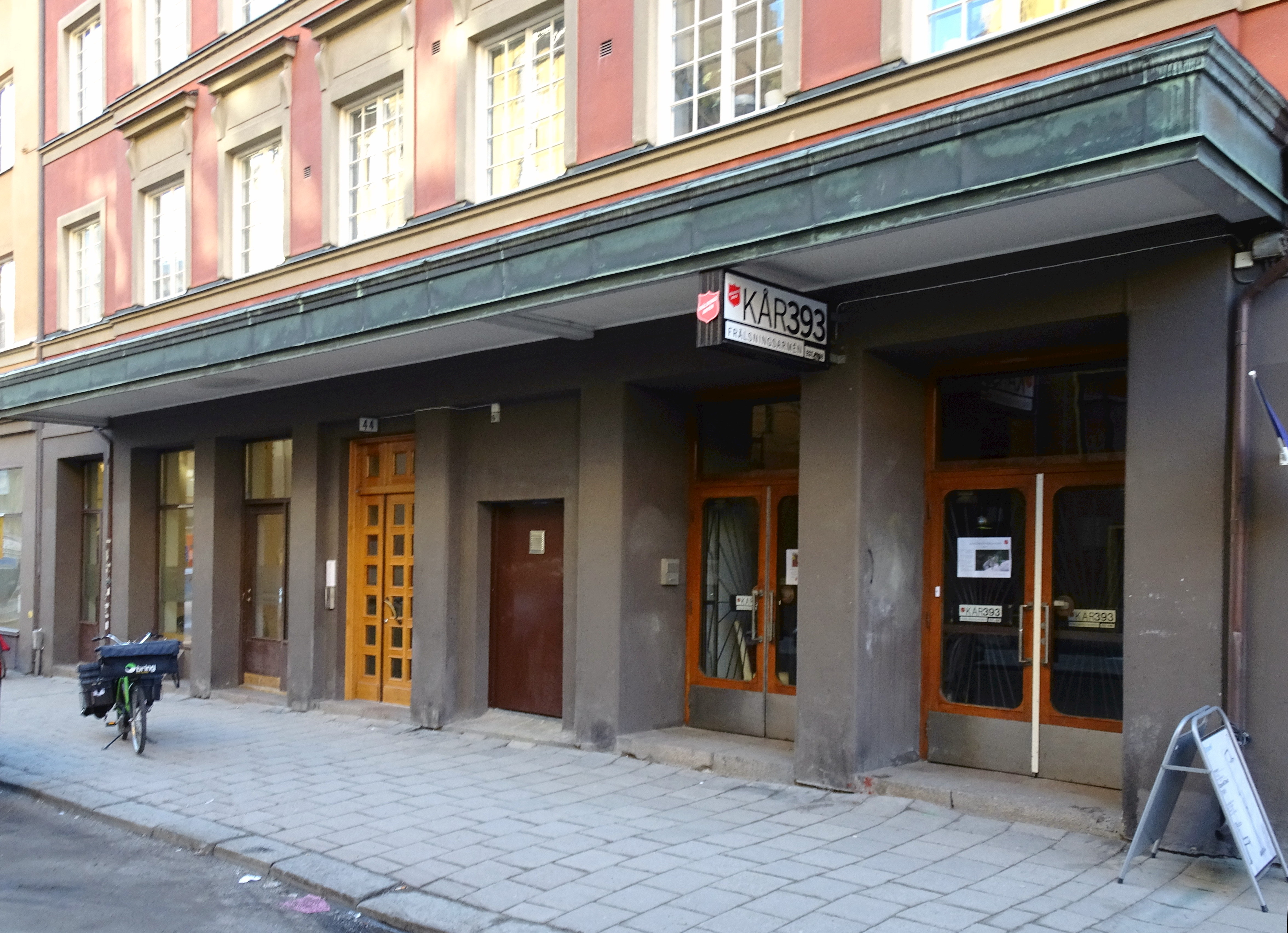
Entré till f.d. biograf Ugglan, 2017.

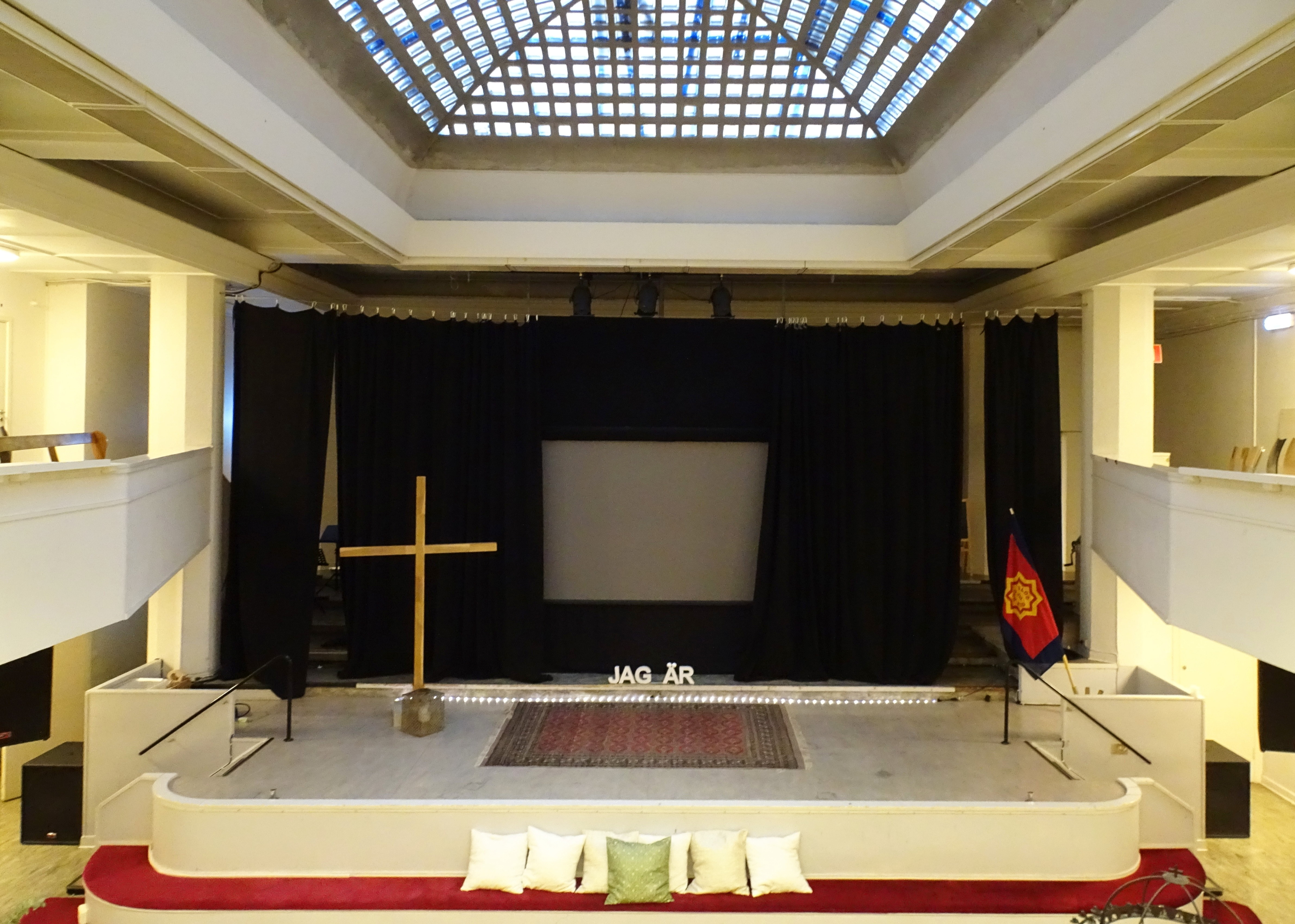
Kår 393 i f.d. biografsalongen, 2017.

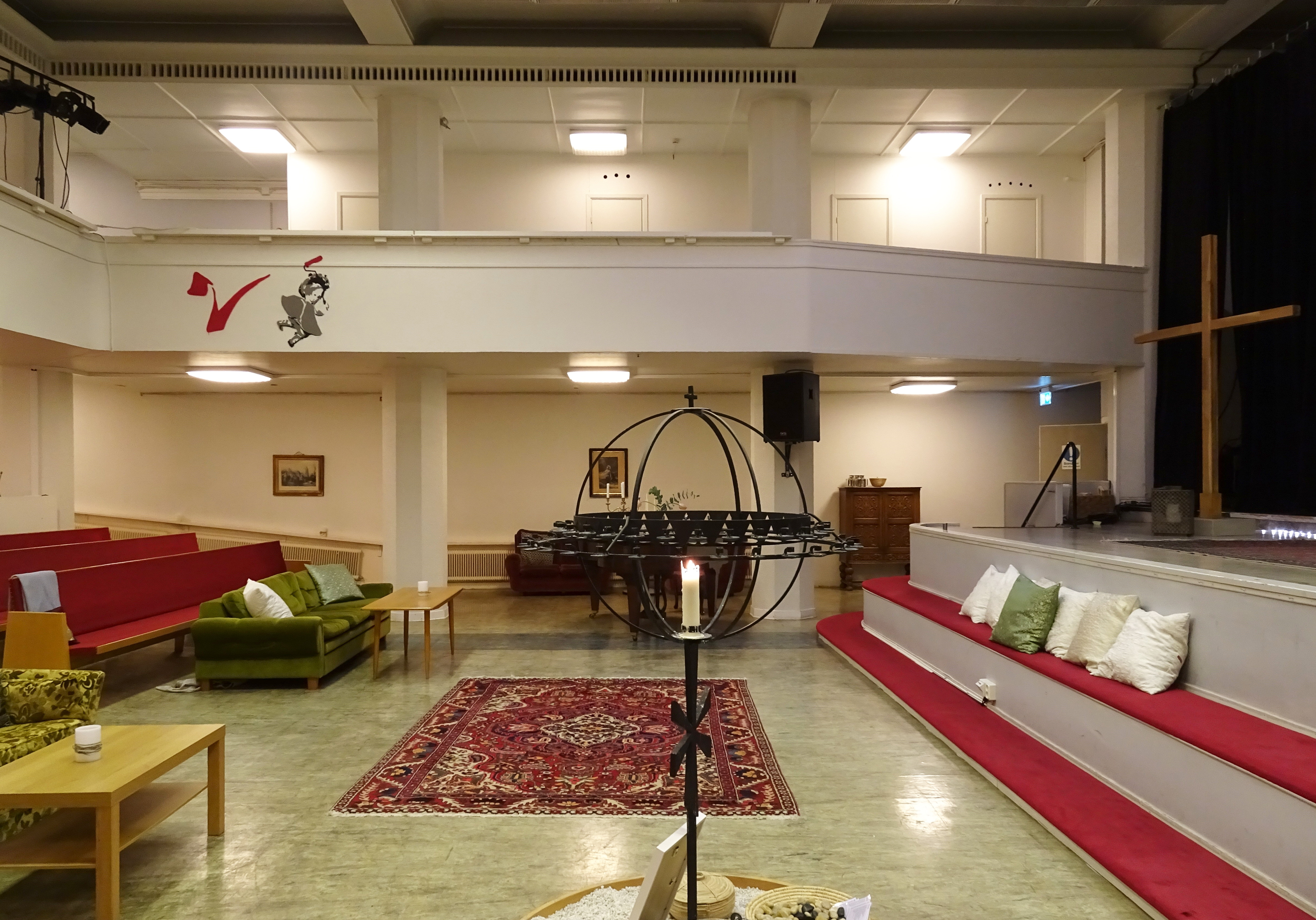
Kår 393 i f.d. biografsalongen, 2017.

Ugglan var en biograf vid Södermannagatan 44 på Södermalm i Stockholm. Biografen öppnade 1927 och lades ner 1941. Det fanns även en biograf Ugglan vid nuvarande Folkungagatan 60, även känd som Smultronstället och Lejonungen. Idag (2017) har Frälsningsarméns Kår 393 sin verksamhet här.

## Historik
Biografen inrymdes i ett nybyggt bostadshus i hörnet Södermannagatan / Gotlandsgatan.  Både huset och biografen ritades 1928 av ”biografarkitekten” Björn Hedvall. Ugglan hörde med drygt 700 sittplatser till Stockholms större biografer och färdigställdes ungefär samtidigt som Metropol-Palais vid Sveavägen 77, även den ritad av Hedvall. 
Över entrén fanns en lång, kopparklädd baldakin och innanför en rymlig entréhall. På baldakinen fanns uppåtriktade strålkastare som belyste husfasaden. Själva salongen anordnades en trappa ner. Här liksom i salongen fanns väggmålningar av Einar Forseth. Salongen omgavs av en fondläktare och två sidoläktare som gick ända fram till scenen. Första filmförevisning ägde rum den 29 januari 1927. 

## Kår 393
Fastigheten förvärvades 1941 av Frälsningsarmén som stängde biografen den 25 maj 1941. Man behövde lokalen för sin egen verksamhet och lät bygga om biografsalongen till samlingslokal. Då tillkom en takljuskupol av glasblock som släpper in dagsljus i lokalen. Den tidigare biografen nyttjades sedan som bland annat kår- och gudstjänstlokal. Idag (2017) har Frälsningsarméns Kår 393 sin verksamhet här. Även baldakinen är kvar och vittnar om att det har funnits en biograf en gång i tiden.